# Общая факторная производительность
Общая факторная производительность (англ. total factor productivity) — экономическое понятие, обозначающее совокупность факторов, влияющих на выпуск продукции, за исключением затрат труда и капитала. Увеличение производительности означет рост выпуска при тех же затратах. Таким образом, общая факторная производительность может рассматриваться как показатель долгосрочных технологических изменений или технологической динамики.

## Определение
Общую факторную производительность нельзя измерить напрямую. Она измеряется как своего рода «остаток», иногда называемый «остаток Солоу», отвечающий за те изменения в объёме выпуска продукции, которые не вызваны затратами труда и капитала. Нижеприведённое уравнение (в форме функции Кобба — Дугласа) представляет объём выпуска {\displaystyle (Y)} как функцию от общей факторной производительности {\displaystyle (A)}, затрат капитала {\displaystyle (K)}, затрат труда {\displaystyle (L)} и долей капитала и труда как факторов производства в объёме выпуска (соответственно {\displaystyle \alpha } и {\displaystyle \beta }). Прирост в {\displaystyle A}, {\displaystyle K} или в {\displaystyle L} повлечёт за собой прирост в объёме выпуска. В то время как капитал и труд — материальные факторы, общая факторная производительность — это скорее нематериальный фактор, включающий в себя особенности технологии и человеческих знаний (человеческий капитал).
{\displaystyle Y=A\times K^{\alpha }\times L^{\beta }}
Технологические изменения и экономичность — два основных элемента общей факторной производительности. Первый элемент, помимо технологических инновация, включает в себя также позитивные внешние эффекты от распространения новых идей. Идеи, в отличие от частных благ, обаладают свойоством неконкурентности, поэтому их распространение ведет к экономического росту во всей экономике. Частично процесс распространения ограничен патентной системой, которая позволяет инноватору получить прибыль, компенсирующую затраты на разработку. Однако это не мешает передавать интеллектуальные права за плату. Подробно механизм возникновения и распространения идей был формально описан Полом Ромером в модели растоущего разнообразия товаров.
Общая факторная производительность часто рассматривается как действительный драйвер экономического роста; исследования показывают, что в то время как труд и инвестиции являются важными факторами, общая факторная производительность обеспечивает до 60 % роста экономики.
Исследования показали, что имеется историческая корреляция между общей факторной производительностью и коэффициентом полезного действия.
Помимо технического прогресса, общая факторная производительность включает также и ошибки измерения, так как к ней относят все, что не обусловлено изменением количества факторов производства. Поэтому ошибки в измерених или спецификации производственной функции тоже могут входить в общую факторную производительность.

## Измерение
Общая факторная производительность может быть более точно измерена в длительном периоде, поскольку она может существенно отличаться от года к году.
Будучи остатком, общая факторная производительность зависит от оценки других компонентов. В одном из исследований 2005 года о человеческом капитале была предпринята попытка более чётко оценить трудовой компонент уравнения путём более точного определения качества труда. В частности, в качестве мерила качества труда (и величины человеческого капитала) часто принимается количество лет обучения, что, однако, не учитывает различий в качестве образования между странами. С учётом корректировок на качество труда вклад общей факторной производительности в объём выпуска оказывается значительно ниже.
Роберт Айрес и Бенджамин Варр выяснили, что модель может быть улучшена при использовании коэффициента полезного действия как измерителя «технического прогресса».

## Критика
Анализ источников экономического роста в целом и общая факторная производительность в частности открыты для критики с позиций кембриджского спора о капитале. В связи с этим некоторые экономисты полагают, что сам метод и его результаты безосновательны.
На базе анализа размерности общая факторная производительность подвергается критике за то, что не имеет осмысленной единицы измерения. Единицами измерения для показателей в уравнении Кобба — Дугласа являются:
- {\displaystyle Y}: изделий / год
- {\displaystyle L}: человеко-часов / год
- {\displaystyle K}: капитало-часов / год (возникает вопрос о неоднородности капитала)
- {\displaystyle \alpha ,\beta }: числовые значения без единицы измерения
- {\displaystyle A} (равный {\displaystyle {\frac {Y}{K^{\alpha }\times L^{\beta }}}}) — числовой показатель, представляющий собой общую факторную производительность; для этого показателя нет простого экономического объяснения, соответственно, показатель подвергается критике как артефакт исследования[англ.].